# Джино Півателлі
Джино Півателлі (італ. Gino Pivatelli, * 27 березня 1933, Сангуїнетто) — колишній італійський футболіст, нападник. По завершенні ігрової кар'єри — футбольний тренер.
Як гравець насамперед відомий виступами за клуб «Болонья», а також національну збірну Італії.
Чемпіон Італії. Володар Кубка чемпіонів УЄФА.

## Клубна кар'єра
У дорослому футболі дебютував 1949 року виступами за команду клубу «Череа», в якій провів один сезон.
Протягом 1950—1953 років захищав кольори команди клубу «Верона».
Своєю грою за останню команду привернув увагу представників тренерського штабу клубу «Болонья», до складу якого приєднався 1953 року. Відіграв за болонської команду наступні сім сезонів своєї ігрової кар'єри. Більшість часу, проведеного у складі «Болоньї», був основним гравцем атакувальної ланки команди. У складі «Болоньї» був одним з головних бомбардирів команди, маючи середню результативність на рівні 0,54 гола за гру першості. В сезоні 1955/56 в іграх чемпіонату забив 29 голів, ставши таким чином найкращим бомбардиром сезону в Серії A.
Протягом 1960—1961 років захищав кольори команди клубу «Наполі».
Завершив професійну ігрову кар'єру у клубі «Мілан», за команду якого виступав протягом 1961—1963 років. За цей час виборов титул чемпіона Італії і переможця Кубка чемпіонів УЄФА. У фіналі зламав ногу португальцю Маріо Колуні. У тогочасних міжнародних матчах заміни не робилися і чисельна перевага стала одним з чинників перемоги італійців.

## Виступи за збірну
1954 року дебютував в офіційних матчах у складі національної збірної Італії. Протягом кар'єри у національній команді, яка тривала 5 років, провів у формі головної команди країни лише 7 матчів, забивши 2 голи. У складі збірної був учасником чемпіонату світу 1954 року у Швейцарії.

## Кар'єра тренера
Розпочав тренерську кар'єру, повернувшись до футболу після невеликої перерви, 1970 року, очоливши тренерський штаб клубу «Ріміні».
Надалі очолював команди клубів «Равенна» та «Про Васто».
Останнім місцем тренерської роботи був клуб «Падова», команду якого Джино Півателлі очолював як головний тренер до 1979 року.
| Дата       | Місто        | Господарі         | Результат | Гості      | Турнір                   | Голи | Примітки         |
| ---------- | ------------ | ----------------- | --------- | ---------- | ------------------------ | ---- | ---------------- |
| 30/03/1955 | Штутгарт     | ФРН               | 1 – 2     | Італія     | товариський матч         | 1    |                  |
| 29/05/1955 | Турин        | Італія            | 0 – 4     | Югославія  | Кубок Центральної Європи | -    | замінений на 39' |
| 27/11/1955 | Будапешт     | Угорщина          | 2 – 0     | Італія     | Кубок Центральної Європи | -    |                  |
| 18/12/1955 | Рим          | Італія            | 2 – 1     | ФРН        | товариський матч         | -    | замінений на 45' |
| 24/06/1956 | Буенос-Айрес | Аргентина         | 1 – 0     | Італія     | товариський матч         | -    | вийшов на 46'    |
| 22/12/1957 | Мілан        | Італія            | 3 – 0     | Португалія | Відбір до ЧС 1958        | 1    |                  |
| 15/01/1958 | Белфаст      | Північна Ірландія | 2 – 1     | Італія     | Відбір до ЧС 1958        | -    |                  |
| Усього     |              | Матчів            | 7         |            | Голів                    | 2    |                  |

## Титули та досягнення

### Командні
- Чемпіон Італії (1):

«Мілан»:  1961/62
- Володар Кубка чемпіонів УЄФА (1):

«Мілан»:  1962/63

### Особисті
- Найкращий бомбардир Серії A (1):

1955/56 (29 голів)